# Dracula benedictii
Dracula benedictii é uma espécie de orquídea epífita de crescimento cespitoso cujo gênero é proximamente relacionado às Masdevallia, parte da tribo Pleurothallidinae. Esta espécie é endêmica de Antioquia, na Colômbia, onde habita florestas úmidas e nebulosas.
Pode ser diferenciada das espécies mais próximas por suas pequenas flores que não se abrem muito, externamente esbranquiçadas e internamente pretas, raramente mais claras, recobertas de pequenas verrugas.